# Список герцогов Брауншвейг-Вольфенбюттеля

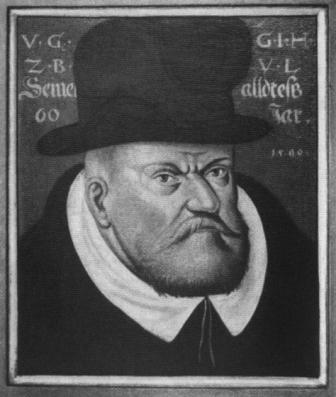
Юлий Брауншвейг-Вольфенбюттельский

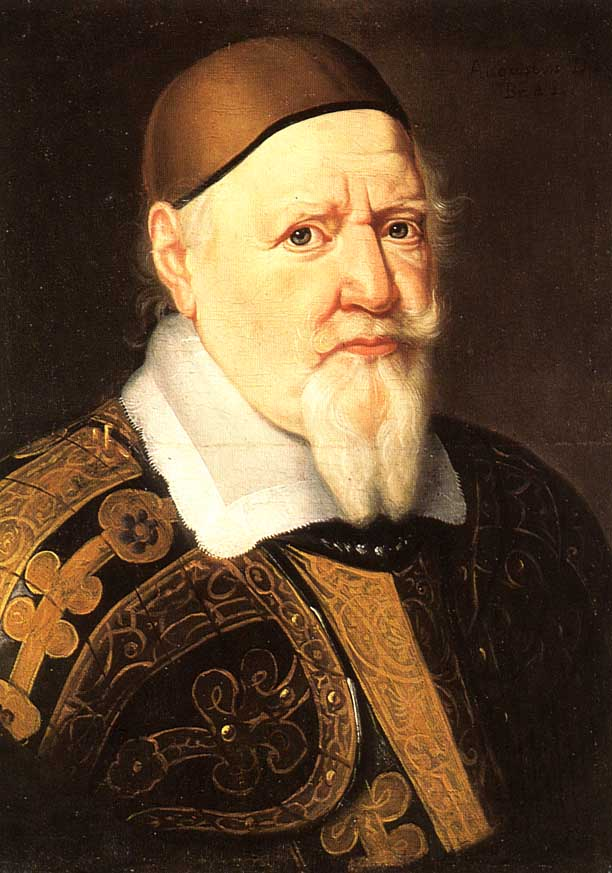
Август Младший

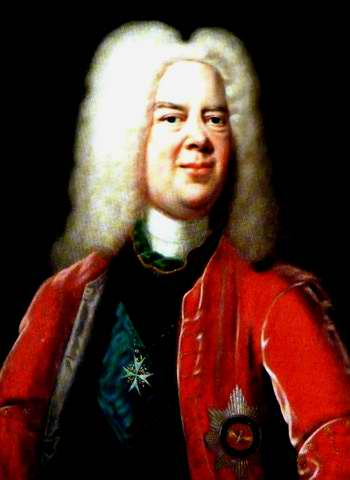
Людвиг Рудольф Брауншвейг-Вольфенбюттельский

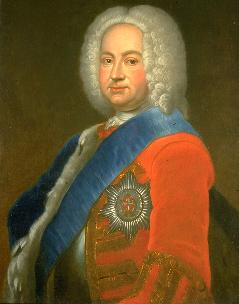
Фердинанд Альбрехт II Брауншвейг-Вольфенбюттельский

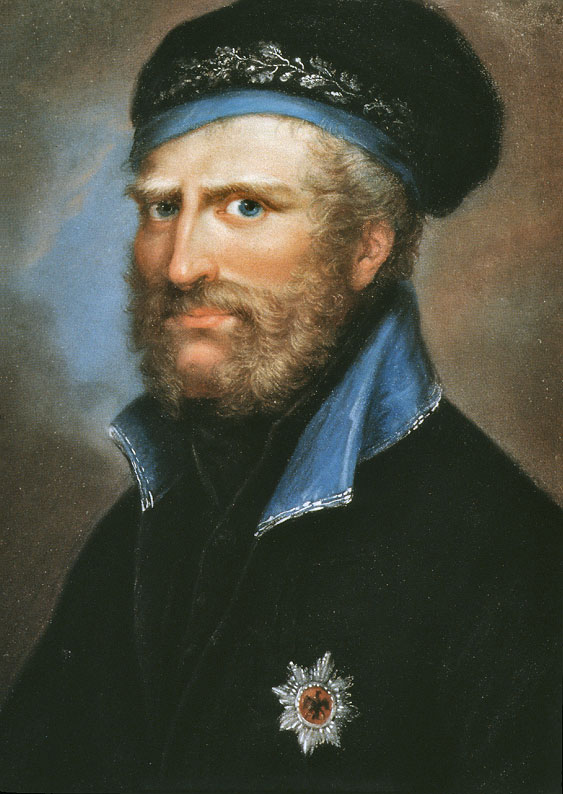
Фридрих Вильгельм Брауншвейг-Вольфенбюттельский

Вольфенбюттельский дом — старшая из двух основных линий рода Вельфов, обосновавшаяся в середине XV века в замке Вольфенбюттель, а в 1754 году перенёсшая свою резиденцию в Брауншвейг. Управляемое княжество носило наименование Брауншвейг-Вольфенбюттель. Решением Венского конгресса 1814 года княжество Брауншвейг-Вольфенбюттель преобразовано в герцогство Брауншвейг.
Вольфенбюттельская линия пресеклась в 1884 году, и последним герцогом Брауншвейгским в 1913 — 1918 годах был представитель младшей, ганноверской линии Вельфов Эрнст Август. Эта линия существует по сей день.

## Обзор истории
Брауншвейг-Вольфенбюттель выделился в 1345 году из Брауншвейг-Геттингена. Первый Вольфенбюттельский дом имел в своем владении Вольфенбюттель, Геттинген и Каленберг; родоначальником его был герцог Генрих I Вольфенбюттель (умер в 1428 году), сын люнебургского герцога Магнуса II.
Правнуки его разделились: Генрих III (умер в 1514 году) получил Вольфенбюттель, а Эрих I (умер в 1540 году) — Геттинген и Каленберг. Вторая ветвь угасла в 1584 году, а первая — в 1634 году в лице Фридриха-Ульриха, которому наследовал основатель второго Вольфенбюттельского дома, герцог Август Браунгшвейгский, сын герцога Генриха Брауншвейг-Даннеберг. При разделе его владений, после его смерти (1666), Вольфенбюттель достался сыну его Антону-Ульриху.
Одна из внучек последнего, Шарлотта, была замужем за царевичем Алексеем Петровичем. Мужское потомство Антона-Ульриха прекратилось в 1735 году и Вольфенбюттель перешёл к потомкам младшего сына Августа, Фердинанда-Альбрехта. К этой линии принадлежал Антон-Ульрих, муж Анны Леопольдовны, отец императора Иоанна Антоновича. Последним представителем рода вольфенбюттельской ветви Вельфов был герцог Вильгельм Брауншвейгский, умерший в 1884 году.
Вольфенбюттельские герцоги XVII—XVIII веков оставили по себе память в качестве покровителей культуры. Их имена носят основанные ими культурные учреждения — Библиотека герцога Августа (с 1666) и Музей герцога Антона Ульриха (с 1754).

## Список герцогов
- 1345—1369 Магнус I
- 1369—1373 Магнус II
- 1373—1416 Генрих I
- 1416—1482 Вильгельм I
- 1432—1473 Генрих III
- 1482—1483 Фридрих I
- 1483—1495 Вильгельм II
- 1495—1514 Генрих IV
- 1514—1568 Генрих V
- 1568—1589 Юлий
- 1589—1613 Генрих Юлий
- 1613—1634 Фридрих Ульрих
- 1635—1666 Август Младший
- 1666—1704 Рудольф Август
- 1704—1714 Антон Ульрих
- 1714—1731 Август Вильгельм
- 1731—1735 Людвиг Рудольф
- 1735 Фердинанд Альбрехт
- 1735—1780 Карл I
- 1780—1806 Карл Вильгельм Фердинанд
- В 1807—1813 годах объединено с королевством Вестфалия
- 1806—1815 Фридрих Вильгельм
- 1815—1830 Карл II
- 1830—1884 Вильгельм
- 1884—1913 под регентством Пруссии
- 1913—1918 Эрнст Август